# 867
Раннє Середньовіччя  •  Епоха вікінгів  •  Золота доба ісламу  •  Реконкіста

## Геополітична ситуація
У Східній Римській імперії завершилося правління Михаїла III, розпочалося правління Василя I Македонянина. Володіння Каролінгів розділені на 4 королівства: Західно-Франкське королівство, Східно-франкське королівство, Лотарингію, Італію. Північ Італії належить Італійському королівству, Рим і Равенна під управлінням Папи Римського, герцогства на південь від Римської області незалежні, деякі області на півночі та на півдні належать Візантії.  Піренейський півострів, окрім Королівства Астурія та Іспанської марки, займає Кордовський емірат. Вессекс підпорядкував собі більшу частину Англії, почалося вторгнення данів. Існують слов'янські держави: Перше Болгарське царство, Велика Моравія, Блатенське князівство.
Аббасидський халіфат очолив аль-Мутазз. У Китаї править династія Тан. Значними державами Індії є Пала, Пратіхара, Чола. В Японії триває період Хей'ан. Хозарський каганат підпорядкував собі кочові народи на великій степовій території між Азовським морем та Аралом. Територію на північ від Китаю захопили єнісейські киргизи.
На території лісостепової України в IX столітті літописці згадують слов'янські племена білих хорватів, бужан, волинян, деревлян, дулібів, полян, сіверян, тиверців, уличів. У Північному Причорномор'ї співіснують різні кочові племена, зокрема булгари, хозари, алани, тюрки, угри, кримські готи. Херсонес Таврійський належить Візантії. У Києві правлять Аскольд і Дір.

## Події
- Розпочався понтифікат Адріана II.
- Кирило і Мефодій прибули до Рима на виклик попереднього Папи Миколая I. Новий Папа Адріан II схвалив переклад Біблії слов'янською мовою.
- Василевсом Візантії, убивши Михаїла III, став Василь I Македонянин. Він започаткував Македонську династію.
- Константинопольського патріарха Фотія зміщено з катедри, куди повернувся Ігнатій I. Перед тим, ще за правління Михаїла III, Фотій відлучив від церкви Папу Римського Миколая I і звинуватив Рим у єресі у зв'язку з використанням filioque в літургії.
- Людовика II Заїку висвячено на короля Аквітанії.
- Людовик II Італійський взяв місто Капуа і розпочав облогу захопленого сарацинами Барі.
- Дани захопили Мерсію та Східну Англію.
- Вікінги й далі захоплюють і грабують французькі міста Анжер, Бурж тощо.
- Комп'єнський договір, укладений королем Західно-Франкської держави Карлом II і правителем Бретані Саломоном.